# Analogie électro-mécanique
Pour les articles homonymes, voir analogie (homonymie).
L'analogie électro-mécanique est une apparence de similitude entre les grandeurs électriques et mécaniques induite par l'observation des oscillateurs en électricité et en mécanique et par la grande ressemblance entre les équations décrivant l'évolution de ces deux types de systèmes. Elle incite à généraliser les observations faites sur des systèmes simples à l'ensemble des oscillateurs.
Dans ce tableau, on pose l'analogie usuelle entre un oscillateur RLC série (exemple de système électrique), une masse soumise à un ressort (exemple de système mécanique avec un mouvement en translation), et un balancier rotatif (exemple de système mécanique avec un mouvement de rotation). Dans le cas d'un oscillateur RLC parallèle, l'analogie est inversée.
| Oscillateur générique                                                     | Oscillateur électrique RLC                                         | Oscillateur mécanique en translation                               | Oscillateur mécanique en rotation                                        |
| ------------------------------------------------------------------------- | ------------------------------------------------------------------ | ------------------------------------------------------------------ | ------------------------------------------------------------------------ |
| {\displaystyle a}                                                         | {\displaystyle q} = charge électrique (coulombs)                   | {\displaystyle x} = déplacement (mètres)                           | {\displaystyle \theta } = angle (radians)                                |
| {\displaystyle {\dot {a}}}                                                | {\displaystyle {\dot {q}}=i} = intensité (ampères)                 | {\displaystyle {\dot {x}}} = vitesse (m/s)                         | {\displaystyle {\dot {\theta }}} = vitesse angulaire (rad/s)             |
| {\displaystyle {\ddot {a}}}                                               | {\displaystyle {\ddot {q}}={\frac {\mathrm {d} i}{\mathrm {d} t}}} | {\displaystyle {\ddot {x}}} = accélération (m/s2)                  | {\displaystyle {\ddot {\theta }}} = acc. angulaire (rad/s2)              |
| {\displaystyle \beta }                                                    | {\displaystyle L} = inductance propre (henry)                      | {\displaystyle m}= masse du mobile (kg)                            | {\displaystyle I}= moment d'inertie (kg m2)                              |
| {\displaystyle \rho } : amortissement                                     | {\displaystyle R} = résistance (ohms)                              | {\displaystyle \lambda } = coef de frottement (N s/m)              | {\displaystyle C_{m}} = coef de couple frein (N m s/rad)                 |
| {\displaystyle \gamma }                                                   | {\displaystyle {\frac {1}{C}}} = inverse de la capacité (1/farad)  | {\displaystyle k} = constantes de raideur (N/m)                    | {\displaystyle \kappa } = constantes de raideur (N m/rad)                |
| {\displaystyle T=2\pi {\sqrt {\frac {\beta }{\gamma }}}} = période propre | {\displaystyle T=2\pi {\sqrt {LC}}} = période propre (s)           | {\displaystyle T=2\pi {\sqrt {\frac {m}{k}}}} = période propre (s) | {\displaystyle T=2\pi {\sqrt {\frac {I}{\kappa }}}} = période propre (s) |
| {\displaystyle f} : dissipation d'énergie                                 | {\displaystyle U=RI} : tension (V)                                 | {\displaystyle f=\lambda {\dot {x}}} : force de frottement (N)     | {\displaystyle T_{f}=C_{m}{\dot {\theta }}} : couple frein (N m)         |
| {\displaystyle \zeta } : taux d'amortissement                             | {\displaystyle {\frac {R}{2}}{\sqrt {\frac {C}{L}}}}               | {\displaystyle {\frac {\lambda }{2}}{\sqrt {\frac {1}{km}}}}       | {\displaystyle {\frac {C_{m}}{2}}{\sqrt {\frac {1}{\kappa I}}}}          |

## Applications
Il est relativement simple de concevoir un circuit électrique pour lequel on peut ajuster les valeurs de L, R et C. Il est à l'inverse plus compliqué d'étudier un système mécanique en faisant varier les valeurs de m, λ et k : à chaque essai, il faudrait faire varier l'objet sollicité (la masse), le couple de matériaux de l'amortisseur (coefficient de frottement) et le ressort (raideur). On peut donc concevoir un circuit RLC avec des composants à caractéristiques variables, obéissant à une équation différentielle similaire au système mécanique.
Cela permet d'étudier, par exemple, la réponse à des fréquences de sollicitations variables.
De nos jours, la simulation informatique, en particulier avec des outils comme Simulink de MATLAB ou Xcos de Scilab, a rendu obsolète cette approche.
L'analogie électro-mécanique est également intéressante pour l'étude des cristaux piézoélectriques. En effet, un cristal peut vibrer, et cette vibration mécanique peut se représenter par un système masse-ressort. Et le cristal est également un composant électrique dont le comportement peut se représenter par un circuit RLC. On peut donc représenter le comportement électro-mécanique du cristal par deux circuits RLC en parallèle : l'un représentant effectivement le comportement électrique, l'autre le comportement mécanique. Cela permet d'étudier le couplage entre les deux effets, par exemple :
- mécanique → électrique : le cristal est utilisé comme capteur de vibrations (microphone), il est sollicité mécaniquement et l'on mesure une variation de tension ;
- électrique → mécanique : le cristal est utilisé comme source de vibrations (haut-parleur), il est sollicité par une tension alternative qui crée une déformation mécanique.